# Mannoprotéine
Les mannoprotéines sont des molécules qui proviennent naturellement des levures puis qui sont cédées au vin au cours de leur autolyse. Elles sont constituées principalement de mannose et de protéines et contribuent aux qualités organoleptiques des vins.